# Ole Olsen (skytte)
|  | For andre personer med samme navn, se Ole Olsen. |
Ole Olsen (født 7. juni 1869 i Lynge, Sorø, død 7. september 1944 i København) var en dansk konkurrenceskytte og OL-medaljetager ved legene i 1908 og 1912. Han var medlem af Kjøbenhavns Skytteforening.
Ved legene i London i 1908 deltog han i riffelskydning, 300 m, tre positioner for hold, hvor de seks danske skytter blev nummer fire med 4.543 point, samt i militærriffel på seks forskellige distancer, ligeledes for hold. Her blev de seks danskere nummer otte og sidst af de hold, der gennemførte konkurrencen. Ved legene i Stockholm i 1912 blev han nummer 12 i riffelskydning, 300 m, tre positioner individuelt og vandt bronze med holdet.